# Havel
Havel er en flod i Tyskland og en af Elbens betydeligste bifloder med en længde på 325 km. Den løber gennem Mecklenburg-Vorpommern, Brandenburg, Berlin og Sachsen-Anhalt, og er via Oder-Havel-kanalen forbundet med floden Oder.
Havel har sit udspring i Mecklenburg-Vorpommern mellem søen Müritz og byen Neubrandenburg. Floden løber ind i Brandenburg nær Fürstenberg. I den øvre del af floden og mellem Berlin og byen Brandenburg an der Havel danner floden flere søer. Den største biflod er Spree, som løber ud i Havel i den vestlige Berlin-bydel Spandau, og rummer mere vand end Havel selv. Den næststørste biflod er Rhin, som munder ud i Havel i to grene et stykke fra hinanden. Området omkring og nord for Havels centrale dele kaldes Havelland, bestående af sandbakker og lavt moseland. De sidste kilometer af Havel ligger i Sachsen-Anhalt, inden den løber ud i Elben nær Havelberg.
Byer langs floden: Zehdenick, Oranienburg, Berlin, Potsdam, Werder, Brandenburg, Premnitz, Rathenow og Havelberg.
I tidligere tider levede et slavisk folk kaldt hevelli eller havolane i Havelland. De byggede fire vigtige broer: I Spandau, i Potsdam, i Brandenburg og i de vestlige forstæder til denne by.
Glienicke-broen (Glienicker Brücke) over Havel forbinder Potsdam og Berlin-bydelen Wannsee. Broen var tidligere kendt som "spionernes bro", da det var her, vestmagterne og DDR udvekslede højtstående spioner under den kolde krig. Den første udveksling fandt sted 10. februar 1962, efter at Berlinmuren var rejst. Spion for Sovjetunionen, oberst Rudolf Abel, blev udvekslet mod piloten Francis Gary Powers. Steven Spielbergs film fra 2015 om denne udveksling hedder netop Bridge of Spies. I juni 1985 blev 23 vestlige agenter udvekslet mod fire, der have spioneret til fordel for Sovjet. 11. februar 1986 blev den russiske dissident Natan Sharansky sat fri på broen efter ni år som Gulag-fange.